# Anopsicus placens
Anopsicus placens là một loài nhện trong họ Pholcidae. Loài này được phát hiện ở México.